# Kościół św. Kazimierza w Krakowie (ul. Podgórki Tynieckie)
Kościół św. Kazimierza Królewicza – kościół rzymskokatolicki znajdujący się w Krakowie, w dzielnicy VIII Dębniki przy ul. Podgórki Tynieckie 96, w Tyńcu. Jest świątynią filialną parafii w Tyńcu. Służbę pełnią ojcowie benedyktyni.

## Historia
Kościół został wybudowany w latach 1986–1990 w stylu postmodernistycznym według projektu architekta Zbigniewa Radziewanowskiego. Wyposażenie świątyni jest skromne i składa się głównie z elementów drewnianych. Charakterystycznym elementem kościoła św. Kazimierza jest figura ukrzyżowanego Jezusa bez krzyża.

## Źródła
- Opis kościoła na Kraków4u